# 萬澤陽子
萬澤 陽子（まんざわ ようこ、1975年 - ）は日本の法学者。
専門は英米法、証券取引法、会社法。

## 略歴
1998年3月：国際基督教大学教養学部社会科学科卒業。
2001年3月：東京大学大学院法学政治学研究科基礎法学専攻修士課程修了。
2002年4月：日本学術振興会特別研究員（〜2003年3月）。
2006年3月：東京大学大学院法学政治学研究科基礎法学専攻博士課程単位取得退学。
2006年4月：21世紀COEプログラム特任研究員（〜2008年）。
2006年4月：立教大学法学部学部助手（〜2008年）。
2016年4月：専修大学法学部准教授（〜2019年3月）。
2020年4月：筑波大学大学院ビジネスサイエンス系准教授。

## 委員歴
- 2011年2月：公益財団法人トラスト未来フォーラムアメリカ代理法第3次リステイトメント研究会委員（〜2013年1月）。
- 2013年9月：日本証券業協会JSDAキャピタルマーケットフォーラム専門委員（〜2016年3月）。
- 2013年11月：公益財団法人トラスト未来フォーラムアメリカ信託法リステイトメントに関する比較研究委員（〜2017年3月）。
- 2014年4月：日本証券業協会客員研究員（〜2016年3月）。
- 2014年4月：公益財団法人日本証券経済研究所証券会社等の破綻法制及び投資者保護基金制度に関する研究会幹事（〜2020年3月）。
- 2017年9月：日本証券業協会JSDAキャピタルマーケットフォーラム専門委員（〜2019年3月）。

## 人物
修士課程・博士課程を通じて、アメリカの証券取引法制及び会社法に興味を持ち、研究を続けている。
21世紀COEプログラム特任研究員の時は主に国際機関の策定するソフトローの調査などを行っていた。

## 著作

### 単著
- 『アメリカのインサイダー取引と法』（弘文堂、2011年8月）

### 共著
- （樋口範雄、佐久間毅（編）、石川優佳、小山田朋子、加毛明、神作裕之、溜箭将之（著）（「投資アドバイザーの責任と代理法」））『現代の代理法 ーアメリカと日本ー』（弘文堂、2014年1月）
- （公益財団法人日本証券経済研究所（「証券規制」））『図説 アメリカの証券市場 2013年版』（公益財団法人日本証券経済研究所、2013年1月）
- （山田剛志（著））『入門企業法』（弘文堂、2012年12月）
- （公益財団法人日本証券経済研究所（「証券行政」））『図説 アメリカの証券市場 2012年版』（公益財団法人日本証券経済研究所、2012年3月）
- （日米法学会（「アメリカの法制度における民事訴訟手続の重要性について スティーブン. Ｄ. シュガーマン/アグネス・ロディ・ロブ」））『アメリカ法』（日米法学会、1999年12月）